# Beaurepaire (Isère)
Beaurepaire è un comune francese di 4 730 abitanti situato nel dipartimento dell'Isère della regione dell'Alvernia-Rodano-Alpi.

## Società

### Evoluzione demografica
Abitanti censiti